# Flugzeuggewicht

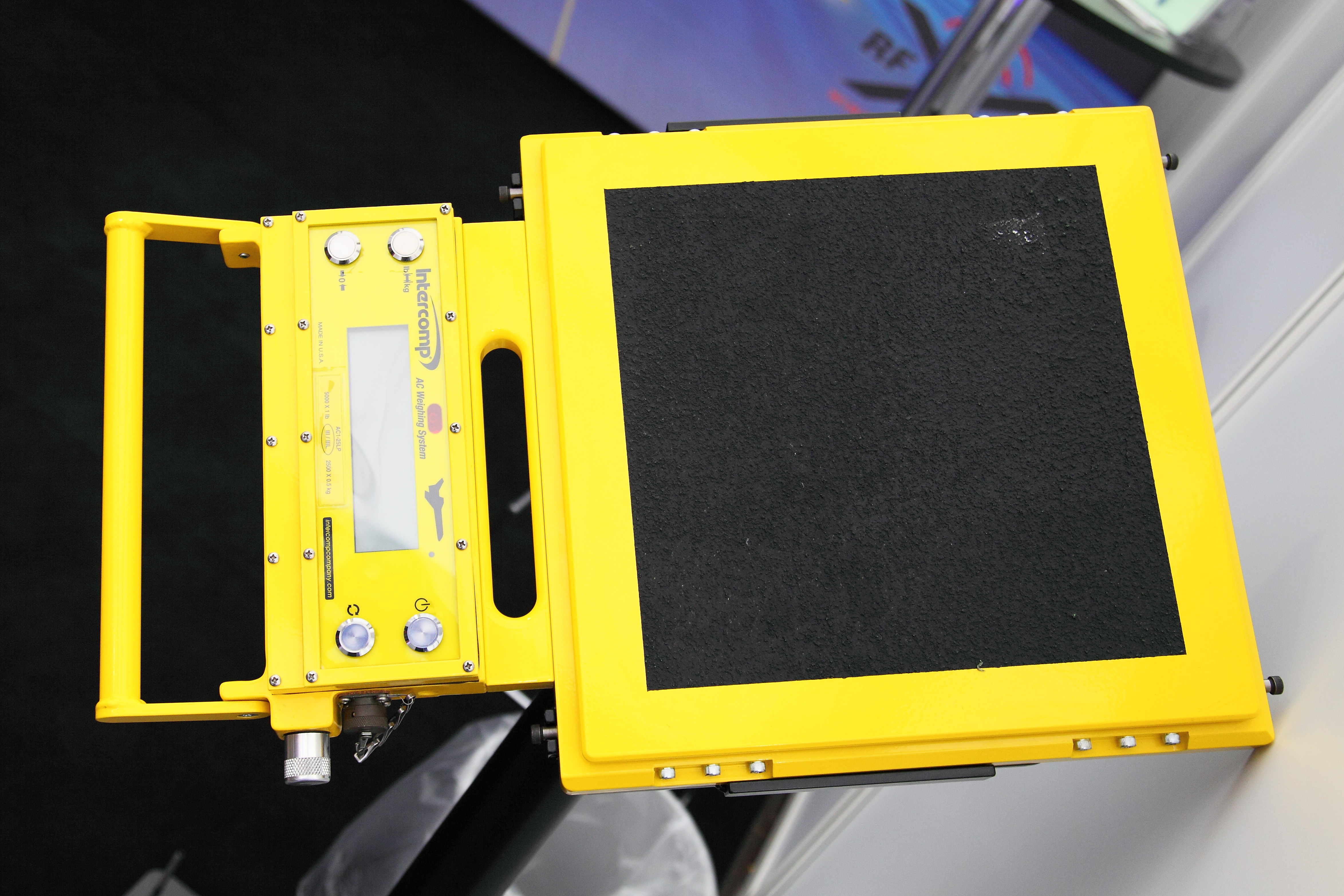
Mobile Flugzeugwaage

Mit Flugzeuggewicht werden in der Luftfahrt eine Reihe unterschiedlicher Festlegungen bezeichnet, die bei Fragen der Flugsicherheit, zur Gewichts- u. Schwerpunkt-Ermittlung und bei der Treibstoffberechnung verwendet werden.

## Gewichtsdefinition

### Manufacturer’s Empty Weight (MEW)
- Hersteller-Leergewicht oder Absolutes Leergewicht

Das Gewicht der Flugzeugstruktur und zum Flug notwendiger Teile.

### Empty Weight (EW) / Operating Empty Weight (OEW) bzw. Operating Weight Empty (OWE)
- Leergewicht oder Betriebsleergewicht

Das absolute Leergewicht (MEW) ergänzt um die ständig eingebaute zusätzliche Ausrüstung (inklusive Küchenausrüstung).

### Basic Weight
- Das Basisgewicht

Leergewicht ergänzt um Hydraulikflüssigkeit und Öl sowie Resttreibstoff. Das Basisgewicht ist das Gewicht des leeren Flugzeuges einschließlich der gesamten Grundausstattung und einer festgelegten Menge von nicht ausfliegbarem Treibstoff und Motoröl. Für Turbinenflugzeuge und Flugzeuge mit einem Gewicht bis 5,7 t kann das Basisgewicht auch das Gewicht des gesamten Motoröls mit umfassen.

### Basic Operating Weight (BOW)
(Auch Dry Operating Weight (DOW))
- Grund- oder Basis-Betriebsgewicht

Setzt sich zusammen aus Basisgewicht und Besatzung (Crew), Handgepäck der Besatzung, Trinkwasser, Getränke für die Passagiere, normale Ausrüstung für den Passagierservice, die sich normalerweise an Bord befindet. BOW ist identisch mit dem Dry Operating Weight (DOW) – trockenen Betriebsgewicht.

### Zero Fuel Weight (ZFW)
auch Zero Fuel Mass (ZFM)
- „Null-Treibstoff Gewicht“

Das Gewicht ohne ausfliegbaren Kraftstoff im Tank, aber inklusive des nicht ausfliegbaren Kraftstoffs. Setzt sich zusammen aus Dry Operating Weight (DOW) plus der Nutzlast d. h. Gewicht aller Passagiere (PAXe) einschließlich Gepäck und Handgepäck, Luftfracht (Cargo), Post.

### Ramp Weight (RW)
- Gesamtgewicht des Flugzeuges

Das Zero Fuel Weight erweitert um das Gewicht des ausfliegbaren Kraftstoffs. Zu diesem Zeitpunkt ist das Flugzeug vollständig beladen und das Gewicht ist am höchsten.

### Take Off Weight (TOW)
- Startgewicht

Das Gewicht beim Loslösen der Bremsen zum Startlauf. (Brake Release Weight)
| Manufacturer Weight Empty          |
| +ständig eingebaute Ausrüstung     |
| = Empty Weight                     |
| +Betriebsstoffe und Resttreibstoff |
| = Basic Weight                     |
| + Catering                         |
| + Crew und deren Gepäck            |
| = Dry Operating Weight             |
| + Zuladung                         |
| = Zero Fuel Weight                 |
| + Take-Off Fuel (TOF)              |
| + Taxi Fuel (TF)                   |
| = Ramp Weight                      |
| - Taxi Fuel                        |
| = Take-Off Weight                  |

### Maximum Taxi Weight
- Maximale Gesamtrollgewicht (oder Maximum Gross Taxi Weight)

Maximales Gewicht, mit dem das Flugzeug rollen darf (Taxiing auf dem Rollweg). Diese Gewichtsgrenze wird durch die Belastbarkeit der Flugzeugzelle und der gesamten Flugzeugstruktur bestimmt.

### Maximum take off weight (MTOW)
Das Maximale Startgewicht (auch Startmasse, Abfluggewicht bzw. -masse) eines Flugkörpers ist das Gewicht (Masse), das der Flugkörper im Moment des Lösens vom Boden oder von einem Trägersystem höchstens besitzen darf. Es setzt sich aus dem Rüstgewicht (Rüstmasse) und der Zuladung zusammen. Dieses Maximalgewicht wird durch die begrenzte Strukturfestigkeit der Flugzeugbauteile vorgegeben. Während des Fluges verringert sich das Gewicht des Flugkörpers durch den Kraft- und Schmierstoffverbrauch ständig.

### Maximum Allowable Takeoff Weight (MATOW)
Dieser Wert ist variabel und ändert sich für jeden Flug, z. B. wegen nicht ausreichender Startbahnlänge oder Dichtehöhe am Startflugplatz. Diese Gewichtsbegrenzung greift eher auf Kurzstreckenflügen (wenig Treibstoffverbrauch zwischen Start und Landung), bei denen das Planned Aircraft Landing Weight in der Nähe des Maximum Gross Landing Weights liegt. Hierbei muss das Abfluggewicht begrenzt werden, um bei der Ankunft am Zielflughafen das maximale Gesamtlandegewicht nicht zu überschreiten.

### Planned Aircraft Landing Weight
- Geplantes Landegewicht

Das höchste, voraussichtliche Gewicht am Zielflughafen (wenn also die Treibstoffreserven nicht angerührt werden mussten – kein Fehlanflug, kein Holding, optimale Fuel Economy auf der Strecke). Planned Aircraft Landing Weight = Zero Fuel Weight + Final Reserve Fuel + Alternate Fuel + Route Reserve Fuel. Das geplante Landegewicht ist die Basis für alle Berechnungen: Reiseflughöhe (Cruise altitude), Reichweite (Range) und Treibstoffmenge (Fuel Load).

### Maximum Landing Weight
- Maximales Gesamtlandegewicht

Das maximale Gewicht, mit dem das Flugzeug landen darf. Auch dieses Maximalgewicht wird durch die begrenzte Strukturfestigkeit der Flugzeugbauteile vorgegeben. Da das zulässige Landegewicht weit unter dem zulässigen Startgewicht liegt, kann ein vollbeladenes und vollgetanktes Flugzeug nicht sofort nach dem Start wieder landen. Wenn das Startgewicht höher als das maximale Landegewicht ist, muss vor einer sofortigen Landung entsprechend viel Treibstoff abgelassen (Treibstoffnotablass – Fuel Dumping) oder verflogen werden. Deshalb (und aus vielen anderen Gründen) gibt es auch für den Startflughafen einen Ausweichflughafen (Departure Alternate), auf dem bei Bedarf wieder gelandet werden kann. Manchmal ist die Start/Landebahn des Startflughafens für eine Landung des voll betankten Flugzeuges zu kurz, oder die Wetterminima für die Landung sind unterschritten oder die Bahn wird kurz nach dem Start von einem anderen Flugzeug blockiert.

### Maximum Allowable Landing Weight
- Zulässiges, maximales Landegewicht

Das zulässige Landegewicht wird eventuell durch eine zu kurze Landebahn oder großer Dichtehöhe am Zielflughafen begrenzt.

### Maximum Operating Weights
- Gewichtslimits

Gewichte, die durch den Flugbetrieb vorgegeben sind: z. B. Maximum Allowable Takeoff Weight, Maximum Allowable Landing Weight.

### Maximum Structural Weights
- Gewichtslimits

Gewichtseinschränkungen, die durch die nicht grenzenlos belastbare Flugzeugstruktur vorgegeben sind: z. B. maximum Gross Landing Weight, maximum Gross Takeoff Weight, Maximum Gross Taxi Weight. Zu ihrer Einhaltung muss eventuell die Anzahl der Passagiere oder das Gewicht der Luftfracht reduziert werden. Wenn das nicht möglich ist, kann nur weniger Treibstoff mitgenommen werden und eine Zwischenlandung zum Nachtanken (En-Route Fuel Stop) wird erforderlich.